# Ney (Jura)
Ney é uma comuna francesa na região administrativa de Borgonha-Franco-Condado, no departamento de Jura. Estende-se por uma área de 7,26 km². Em 2010 a comuna tinha 595 habitantes (densidade: 82 hab./km²).